# 费尔诺埃勒
费尔诺埃勒（法語：Fernoël，法語發音：[fɛʁnwɛl]）是法国多姆山省的一个市镇，属于里永区。

## 地理
费尔诺埃勒（45°48'38"N, 2°26'2"E）面积14.43 平方千米，位于法国奥弗涅-罗讷-阿尔卑斯大区多姆山省，该省份为法国中南部省份，北起阿列省接壤，东临卢瓦尔省，南至上盧瓦爾省和康塔爾省，西接科雷兹省和克勒兹省。
与费尔诺埃勒接壤的市镇（或旧市镇、城区）包括：巴维尔、弗拉亚、日亚。

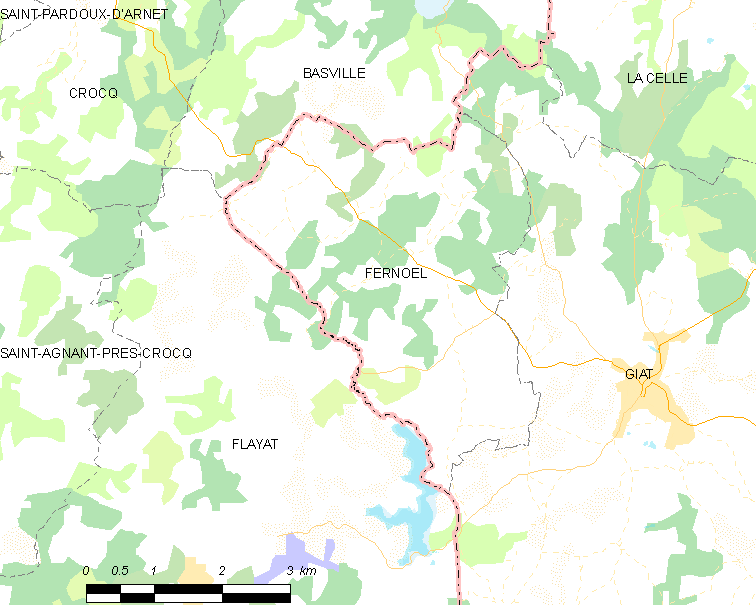
费尔诺埃勒的OSM定位图

费尔诺埃勒的时区为UTC+01:00、UTC+02:00（夏令时）。

## 行政
费尔诺埃勒的邮政编码为63620，INSEE市镇编码为63159。

## 政治
费尔诺埃勒所属的省级选区为圣乌尔斯县。

## 人口

1962-2008年间费尔诺埃勒人口变化图示

费尔诺埃勒于2022年1月1日时的人口数量为136人。